# Nguyền rủa và quên lãng
Nguyền rủa và quên lãng (tiếng Nga: Прокляты и забыты) là một bộ phim thời sự về cuộc Chiến tranh Chechnya lần thứ nhất của đạo diễn Sergey Govorukhin, ra mắt lần đầu năm 1997.

## Nội dung
| “ | Họ đã bị nguyền rủa và bị giết hại ở đó. Và cũng bị lãng quên từ đây. Thế rồi chẳng ai biết những gì khủng khiếp đã từng xảy ra... | ” |

## Diễn viên
- Yury Belyayev
- Mikhail Simakov
- Yury Romanov

## Vinh danh
- 1998: Giải thưởng Nika - Phim phản ánh đời thực xuất sắc nhất (Sergey Govorukhin)
- 1998: Giải thưởng lớn - Liên hoan phim tài liệu Nước Nga (Yekaterinburg)